# Laurentius
Laurentius is een Latijnse voornaam voor mannen met de betekenis "de gelauwerde" of "van Laurentum". Laurentum was een oude Romeinse stad in Italië. 

## Naamdag
De naamdag van Laurentius van Rome wordt gevierd op 10 augustus.

## Personen
- Tegenpaus Laurentius, tegenpaus (498-499 en 502-506; overleden 506)
- Laurentius van Canterbury, benedictijn en aartsbisschop van Canterbury (overleden in 619)
- Laurentius Giustiniani, bisschop van Venetië (1381-1456)
- Laurentius Humphrey (1571-1591), theoloog
- Heilige Laurentius van Rome (3e eeuw), diaken in Rome, stierf als martelaar
- Laurentius van Brindisi (1559-1619), kapucijn en kerkleraar
- Laurentius Illuminator, stichter van kloosters (6e eeuw), ook bekend als: Laurentius van Syrië, Laurentius van Spoleto
- Laurentius Loricatus († 1243), benedictijn en asceet
- Laurentius O'Toole (1128-1180), aartsbisschop van Dublin
- Laurentius van Rippafratta (1375-1456), domminicaan
- Laurentius Ruiz (1589-1633), martelaar in Japan
- Laurentius van Siponto, bisschop in de 6e eeuw
- Laurentius van de Verrijzenis (Nicolas Herman; 1614-1691), ongeschoeid karmeliet en mysticus
- Laurentius van Villamagna (1476-1535), franciscaan
- Lavrenti Beria (1899-1953), Sovjet-politicus, chef van de geheime dienst

## Overig
- RSV Sanctus Laurentius - Rotterdamse Studentenvereniging
- Laurentius Ziekenhuis in Roermond

## Voornamen
De volgende voornamen zijn van Laurentius afgeleid:
- Lasse
- Laurens
- Laura
- Lars
- Lawrence
- Lorenzo
- Lorentz
- Lourensa
- Laurent
- Laurentien
- Laurel
- Laurence
- Larry
- Laurien
- Lauran
- Lavrenti
- Rens
- Renske
- Renzo